# Дошлюбне та шлюбне прізвище

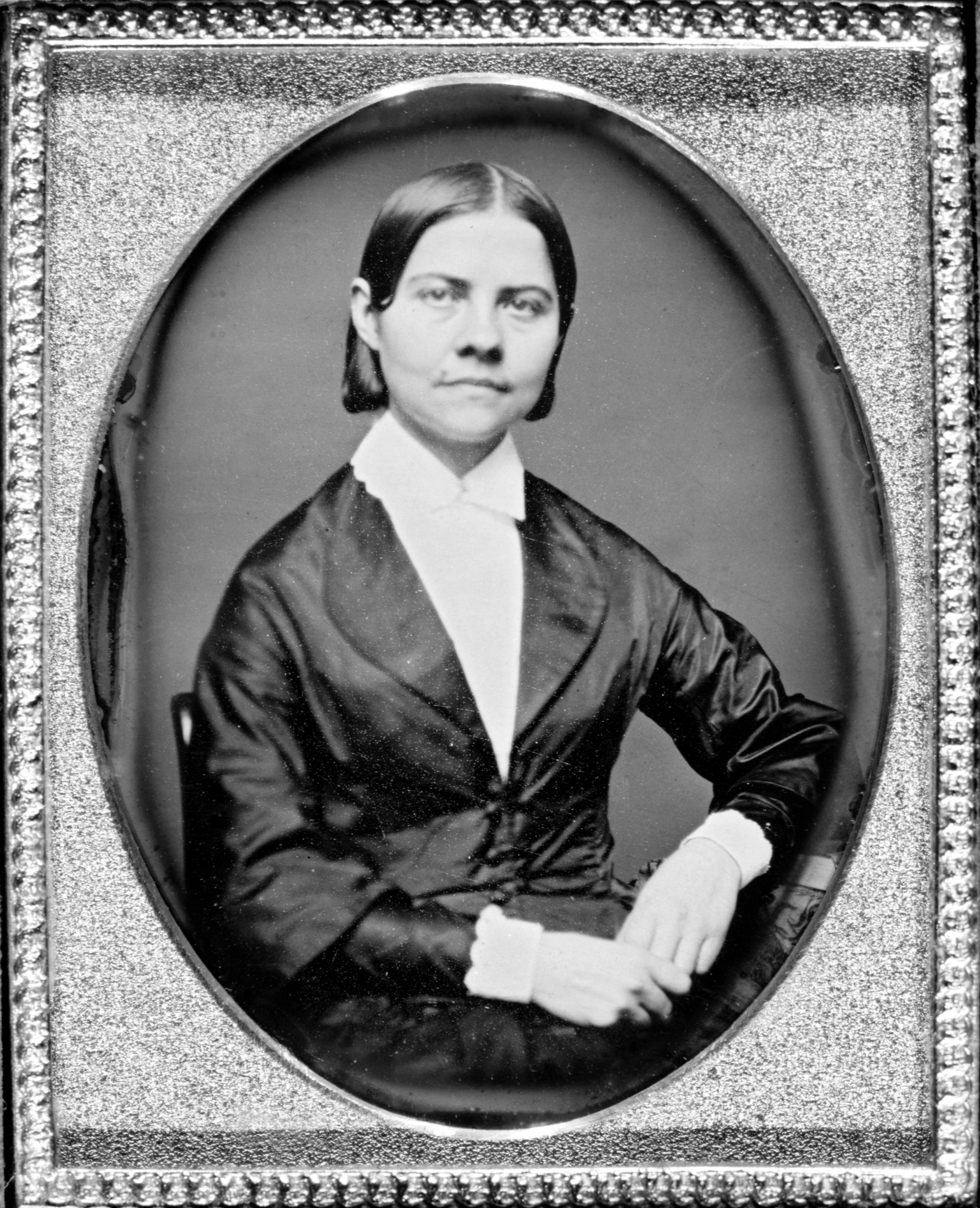
Люсі Стоун, американська суфражистка, першою відстоювала збереження жінками власного прізвища при одруженні. Дагеротипія

Дошлю́бне прі́звище (англ. birth name) — прізвище, яке дружина (переважно) чи чоловік носить від народження до одруження, коли прізвище часто змінюють на шлюбне (англ. married name). Оскільки зазвичай на англомовному заході дружинам присвоюють прізвища чоловіків, дошлюбне прізвище називають у народі дівочим (англ. maiden name). 
Чоловіки теж змінюють прізвища після одруження: беруть подвійні прізвища із дружиною, або прізвище партнера у випадку одностатевих шлюбів.

## Історія
Американська суфражистка та аболіціоністка Люсі Стоун (1818—1893) поставила питання права одруженої жінки зберігати власне прізвище (як це зробила вона сама) на національний рівень у рамках своєї боротьби за права жінок. Жінок, які відстоювали свої прізвища, називали «Люсі Стоунерс»; у 1879, коли бостонські жінки отримали право голосу на шкільних виборах, Стоун зареєструвалася для голосування. Але чиновники не допускали її, якщо вона не додасть до свого підпису «Блеквелл» — прізвище її чоловіка. Стоун відмовилася це зробити, тому не змогла проголосувати. Вона не оскаржила позов до суду. Ліга Люсі Стоун була заснована в 1921 році Рут Гейл; це була перша група, яка боролася за те, щоб жінкам було дозволено зберігати своє прізвище після шлюбу й використовувати його на законних підставах. Рут Гейл оскаржувала у федеральному суді будь-який урядовий указ, який не визнавав би одружену жінку (таку, як вона сама) за ім'ям, яке вона вирішила використати. У травні 1921 р. Гейл отримала документ про нерухомість, виданий на її прізвище при народженні, а не на шлюбне — місіс Гейвуд Браун. У 1925 році Доріс Флейшман стала першою одруженою жінкою у США, яка отримала паспорт на своє ім'я. Але до початку 1930-х Ліга Люсі Стоун була неактивною. Нова версія Ліги Люсі Стоун була започаткована в 1997 році та знову зосереджена на рівності прізвищ. У наш час американським жінкам не потрібно змінювати свої імена за законом.
Елізабет Кеді взяла прізвище свого чоловіка Стентона як частину свого, підписавшись Елізабет Кеді Стентон, але відмовилася від звертання місіс Генрі Б. Стентон. 1847 року вона написала, що «звичай називати жінок місіс Джон Ця та місіс Том Та, а кольорових чоловіків Самбо та Кун (расистські дерогативи) заснований на принципі, що білі чоловіки — володарі всіх». Пізніше, звертаючись до судового комітету законодавчого органу штату Нью-Йорк у 1860 у промові під назвою «Звернення раба», вона частково заявила: «Негр [раб] не має імені. Він — Каффі Дуглас або Каффі Брукс, чиїм Каффі він може стати. Жінка не має імені. Вона пані Річард Ро або місіс Джон Доу, чиєю місіс вона може стати».
Феміністка Джейн Грант, співзасновниця The New Yorker, написала в 1943 році про свої спроби зберегти прізвище у шлюбі, а також про досвід інших жінок щодо їхніх дошлюбних прізвищ у контексті військової служби, паспортів, голосування та бізнесу.
Нещодавнє протистояння феміністки Джил Філіпович щодо зміни імені для жінок, які одружуються, опубліковане в The Guardian (2013) під назвою «Чому заміжні жінки повинні змінювати свої імена? Дозвольте чоловікам змінити своє», цитується як рекомендована література про соціальне констрювання гендеру у «Критичних зустрічах у вторинній англійській мові: викладання підліткам теорії грамотності» Дебори Епплман (2014). Філіпович одружилася з Тай Лорером Маккорміком у 2018 році, зберігши своє прізвище.

## Варіанти

### Прізвище чоловіка як шлюбне
Раніше жінка в Англії зазвичай приймала прізвище чоловіка після одруження; часто її змушували це робити згідно із законами про ковертюру. Прізвище чоловіка залишається звичайною практикою у Британії (хоча закону, який зобов'язує міняти прізвище, немає) та в інших країнах, таких як Австралія, Нова Зеландія, Пакистан, Гібралтар, Фолклендські острови, Індія, Філіппіни, англомовні провінції Канади та США. У деяких громадах Індії дружина та діти беруть ім'я батька.
У штаті Массачусетс гарвардське дослідження в 2004 виявило, що близько 87 % жінок із вищою освітою приймають прізвище чоловіка під час шлюбу (пік становив понад 90 % 1975 року, приблизно 80 % міняли у 1990).
У низовинах Шотландії в XVI столітті одружені жінки не змінювали своїх прізвищ, але сьогодні це звичайна практика.

### Збереження жінками власного прізвища
Жінки з вищою освітою у 2-4 рази (залежно від віку) частіше зберігають власне прізвище, ніж ті, хто не мають диплому про вищу освіту. Жінки дедалі частіше зберігають дошлюбне прізвище з кількох причин:
- Не бачачи причин змінювати своє ім'я, так само, як чоловіки не бачать причин змінювати своє.
- Не бажаючи клопоту з оформленням документів (включно з можливими нюансами прізвищ дітей).
- Щоб уникнути ускладнень у кар'єрі та бізнесі (зі зміною прізвища страждають корпоративні зв'язки, репутація та брендинг).[21]
- Бажаючи зберегти свою ідентичність та особисту історію.
- Не бажаючи бути останніми в родині носійками свого прізвища.
- Надаючи перевагу своєму прізвищу над чоловіковим (із позицій милозвучности або з огляду на місцеві дискримінації).
- Заперечуючи однобічність цієї традиції.[22]

#### Дошлюбне прізвище жінок як середнє ім'я
Іноді жінки, одружуючись, додають своє прізвище до свого повного імені як середнє ім'я. Приклади: 
- Гілларі Родем Клінтон[23] (Гілларі Родем після одруження з Біллом Клінтоном),
- Кім Кардаш'ян Вест (Кімберлі Ноель Кардаш'ян після одруження з Каньє Вестом).

### Поєднані (подвійні) прізвища у шлюбі
Рідше жінки, особливо в США та Канаді, додають прізвище свого чоловіка до свого прізвища при одруженні.

### Змішані прізвища у шлюбі
Не настільки частою, як поєднані прізвища, проте зростаючою тенденцією є додавання частин двох прізвищ (name blending) при шлюбі. Приклад — британська письменниця і режисерка Даун О'Портер: уроджена Даун Портер + чоловік Кріс О'Дауд.

### Успадкування дітьми прізвищ матерів
Зазвичай дітям жінки, яка змінила прізвище на чоловікове, теж дають його прізвище. 
Деякі сім'ї (переважно в США) мають звичай використовувати дошлюбне прізвище матері як середнє ім'я когось із дітей (приклад: Франклін Делано Рузвельт) або навіть як перше ім'я:
- Велика Британія: Ісамбард Кіндом Брунель;
- губернатор Флориди Спессард Голланд за матір'ю Вірджинією Спессард.

У деяких штатах США закони обмежують прізвище дитини. Наприклад, у Теннессі дитині можна давати прізвище, яке не включає ім'я батька, лише за «одночасного подання відповідної присяги, підписаної обома батьками».

## За країнами

### Дошлюбне прізвище в Україні
При реєстрації шлюбу наречені мають право на вибір прізвища:
- обрати прізвище одного (однієї) з них як спільне прізвище подружжя або надалі іменуватися дошлюбними прізвищами.
- приєднати до свого прізвища прізвище нареченого, нареченої. Якщо вони обоє бажають мати подвійне прізвище, за їхньою згодою визначається, з якого прізвища воно буде починатися. Складення понад двох прізвищ не допускається, якщо інше не випливає із звичаю національної меншини, до якої належить наречена та (або) наречений.
- якщо на момент реєстрації шлюбу прізвище нареченої (нареченого) вже є подвійним, вона (він) має право замінити одну із частин свого прізвища на прізвище іншого (-ї).